# Разия-султан
Джалаат ад-дин Разия-султан бинт Илтутмиш — пятая правительница Делийского султаната (1236—1240), тюркского происхождения. Первая женщина-султан в истории средневековой Индии. Дочь Илтутмиша и Туркан-Хатун.

## На пути к трону
В 1232 году Илтутмуш, после завоевания крепости Гвалиор, вернулся в Дели. Так как к этому времени умер его старший сын, наместник Бенгалии — Насир ад-Дин Махмуд, то Илтулмуш, вызвав визиря и ряд эмиров, объявил им, что его наследницей будет дочь Разия. Тадж ал Мулк Махмуд должен был подготовить указ.
В 1236 году перед своей смертью султан Делийского султаната Илтутмиш передал престол своей дочери Раззии, вопреки притязаниям сыновей, которых он считал неспособными нести бремя управления империей. Однако знать, не пожелавшая признать женщину своим сувереном, возвела на престол Рукн-уд-дин Фируза, старшего из трех оставшихся в живых сыновей Илтутмиша, который был известен своим безволием и распущенностью. Начались вторжения извне, внутренние распри. Был убит один из сыновей Илтутмиша (исследователи расходятся в имени сына: у Ибн Батуты это Муизз ад-Дин, но Хикмет Баюр и Бахрие Учок считали, что речь шла о Кутб ад-Дине Мухамед-шахе).
Гийяс-уд-дин Мухаммед, второй сын Илтутмиша, поднял восстание в Ауде. Восстали наместники Бадауна, Мультана, Ханси и Лахора. Изз ад-дин Туграл Туган-хан, который правил Бенгалией с 1236 года, не признавал власти Дели. В Пенджаб вторгся Малик Сайф ад-Дин. Рукн ад-Дин во главе войска и эмиров отправился на подавление мятежа. В Дели остались мать султана Шах-Туркан и сестра Раззия, между которыми сильно испортились отношения. По Дели распространились слухи, что Шах-Туркан планирует убить Раззию. Произошло столкновение между их сторонниками, жители Дели поддержали Раззию. В ноябре 1236 года Раззия была провозглашена правительницей, Рукн-уд-дин был схвачен её эмирами, брошен в тюрьму и убит (по версии Ибн Баттуты, Рукн ад-Дин не отправлялся в поход, а находился мечети. Раззия, напомнив жителям Дели о казни султаном её брата, подняла мятеж. Толпа ворвалась в мечеть, пленила Рукн ад-Дина. После этого он был казнен).

## Правление

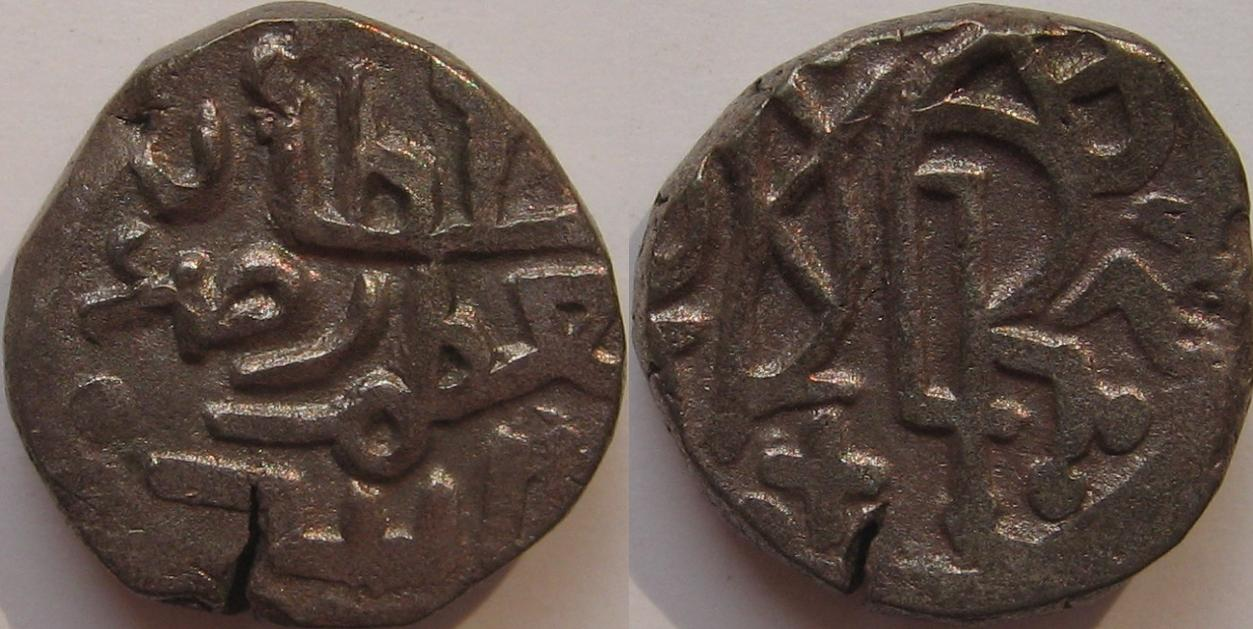
Монеты Раззии

Перед Раззией стояла очень трудная задача. Наместники Бадауна, Мультана, Ханси и Лахора во главе с вазиром Рукн-уд-дина, Низам-ул-Мульк Мухаммедом Джунайди, шли на Дели; они не хотели примириться с её восшествием на престол. Они осадили столицу Раззии. Она не располагала достаточными силами, чтобы дать им бой, но искусными интригами сумела посеять рознь в их лагере (Малик Изз ад-Дин Кабир-хан Айяз и Малик Изз ад-Дин Мухаммед Салари перешли на сторону Раззии). Союз распался, восставшие вожди разошлись, а некоторые из них были убиты (Малик Ала ал-Дин Джани убит в селе Накаван, Малик Сайф ад-Дин Куджи убиты в плену, Низам-ул-Мульк Мухаммедом Джунайди бежал в холмы Сир-Мур Бардара).
Теперь от Лакхнаути до Дебала все правители проявляли послушание и покорность. Правитель Бенгалии добровольно признал себя вассалом Дели.
Раззия наградила своих сторонников: ходжа Мухазхаб стал везирем и получил титул Низам ал-Мульк, Малик Сайф ад-Дин стал главнокомандующим и получил титул Кутлуг-хана, Малик Изз ад-Дин Кабир-хан Айяз получил в качестве икта округ Лахор, Малик Ихтийар ад-Дин Алтунийа получил в качестве икта область Баран и крепость Табархинд, Малик Ихтийар ад-Дин Айтегин стал эмир хаджиба, а эмиром эмиров сделала эфиопа Малика Джамал ад-Дина Якута Хаджи. Последнее назначение вызвало недовольство тюркских эмиров.
Хотя правление женщины не было чем-то новым для мусульман и такая возможность ими признавалась, все же существовало некоторое предубеждение против Раззии. Она, по-видимому, оскорбила чувства ортодоксальных мусульман, отказавшись от женской одежды и уединения в женской половине дома. Она носила мужскую одежду и открыто вершила государственные дела как при дворе, так и в походе. Тюркская знать того времени представляла собой замкнутую олигархию и претендовала на всю полноту власти, она не собиралась отказываться от своих привилегий и не желала подчиняться самодержавной власти правителя.
Раззия была единственной женщиной, которая занимала престол Дели. Она правила в течение 3,5 лет. Историки описывают её как великую, проницательную правительницу, справедливую, благодетельную покровительницу ученых, творящую правосудие, заботящуюся о своих подданных, обладающую военным талантом и наделенную всеми замечательными качествами и свойствами, необходимыми правителю.
В 1239—1240 году правитель Лахора Малик Изз ад-Дин Кабир-хан Айяз восстал против Раззии. Против него были отправлены войска. После этого было заключено перемирие, по которому Малик Изз ад-Дин Кабир-хан Айяз получал область Мултан (принадлежавшую Малику Ихтийар ад-Дин Каракуш-хану Айтегину). 15 марта 1240 года Раззия вернулась в Дели.
3 апреля 1240 года Раззия начала поход против Ихтиар-уд-дин Альтуния, наместника Бхатинды, поднявшего восстание по наущению тюркской знати. Когда она достигла Бхатинды, она была схвачена, а Малик Джамал ад-Дин Якут Хаджи был убит. Раззия была заключена в крепости Табархинд под надзор Альтунии. Тюркская знать решила возвести на престол Муизз ад-дина Бахрама, младшего сына Илтутмиша. А регентом сделали Ихтийар ад-Дина, женившегося на сестре султана.

## Назад в Дели
Бахрам стал султаном в апреле 1240 года. Между тем Альтуния, раздосадованный тем, что его обошли при распределении плодов успешного восстания, вернулся к плененной правительнице. Он освободил Раззию, женился на ней и пошёл походом на Дели с целью восстановить её на престоле. Альтунию и Раззию поддержали Малик Изз ад-Дин Мухаммед Салари и Малик Каракуш, а также эмиры хохаров и джатов. Но это войско было разбито полководцем Бахрама — Малик Тегином.
Отступив к Табархинду и собрав новую армию Раззия вновь пошла на Дели. Но когда две армии в октябре 1240 года сошлись у Кантхала, часть эмиров Раззии увела свои войска. Армия Раззии была разбита, а она попала в плен. Альтуния был пленен 13 октября 1240 года. 14 октября 1240 года он и Раззия были казнены. Это версия Минхажд ад-Дина Джузджани
По другой версии указанной автором «Табакт-и Абари» Ибн-Батуттой Разии удалось бежать с поля боя.
В пути она попросила еды у одного пахаря и, съев кусок сухого хлеба, заснула, сморенная усталостью. Рассматривая её крестьянин обнаружил богатую одежду. Желая завладеть ею крестьянин-индус убил Раззию, а лошадь прогнал.

## В популярной культуре
Литература
История жизни и правления Разии неоднократно становились основой для легенд, сюжетов многих книг художественной литературы и исторических исследований.
Кинематограф
- 1961 — «Разия Султана» (англ. Razia Sultana), режиссёр Девендра Гоэл.
- 1983 — «Дочь султана»[англ.] (англ. Razia Sultan), на языке урду, режиссёр Камал Амрохи, в главных ролях: Хема Малини (в роли Разии), Дхармендра (в роли Джамал ад-Дина Якута).
- 2015 — «Султан Разия», режиссёры: Суддарт Кумар Тивари, Гаятри Гилл Тэвери, Рахул Кумар Тивари; в главных ролях: Pankhuri Awasthy, Rohit Purohit, Sooraj Thapar, Khalida Turi, Seema Kapoor[10].